# Bahnstrecke Oster-Ohrstedt–Klosterkrug–Rendsburg
| Spurweite: | 1435 mm (Normalspur) |                                                          |                                                          |
| |                      |                                                          |                                                          |
| \| \| \| Strecke von Husum \| \| \| \| \| Oster-Ohrstedt \| \| \| \| \| Strecke nach Flensburg \| \| \| \| \| Holm \| \| \| \| \| Ellingstedt \| \| \| \| \| Schleswig-Klosterkruger Eisenbahn von Schleswig Altstadt \| \| \| \| \| Schleswiger Kreisbahn nach Friedrichstadt \| \| \| \| \| Klosterkrug \| \| \| \| \| heutige Strecke von Flensburg \| \| \| \| \| aufgegangen in Strecke nach Neumünster \| \| \| \| \| \| \| \| Quellen: [1] \| \| \| \| |                      |                                                          |                                                          |
| Strecke |                      | Strecke von Husum                                        | Strecke von Husum                                        |
| ehemaliger Bahnhof |                      | Oster-Ohrstedt                                           | Oster-Ohrstedt                                           |
| Abzweig ehemals geradeaus und nach links |                      | Strecke nach Flensburg                                   | Strecke nach Flensburg                                   |
| Bahnhof (Strecke außer Betrieb) |                      | Holm                                                     | Holm                                                     |
| Bahnhof (Strecke außer Betrieb) |                      | Ellingstedt                                              | Ellingstedt                                              |
| Abzweig geradeaus und von links (Strecke außer Betrieb) |                      | Schleswig-Klosterkruger Eisenbahn von Schleswig Altstadt | Schleswig-Klosterkruger Eisenbahn von Schleswig Altstadt |
| Kreuzung (Strecken außer Betrieb) |                      | Schleswiger Kreisbahn nach Friedrichstadt                | Schleswiger Kreisbahn nach Friedrichstadt                |
| Bahnhof (Strecke außer Betrieb) |                      | Klosterkrug                                              | Klosterkrug                                              |
| Abzweig ehemals geradeaus und von links |                      | heutige Strecke von Flensburg                            | heutige Strecke von Flensburg                            |
| |                      | aufgegangen in Strecke nach Neumünster                   |                                                          |
| |                      |                                                          |                                                          |
| Quellen: |                      |                                                          |                                                          |

Die Bahnstrecke Oster-Ohrstedt–Klosterkrug–Rendsburg wurde am 25. Oktober 1854 von der Flensburg–Husumer–Tönninger Eisenbahngesellschaft als Zweigstrecke ihrer Stammstrecke von Tönning über Husum und Oster-Ohrstedt nach Flensburg eröffnet.

## Geschichte
Im Januar 1837 publizierte Christian Hansen jun. seine Vision Idee einer Flensburg-Husum-Tönninger Eisenbahn. Von der Regierung in Kopenhagen erging am 31. Oktober 1839 eine Resolution, die eine Vermessung der genannten Strecke auf Staatskosten anordnete. 1840 übertrug man dem Ingenieurcorps von Prangen die technische Leitung zum Bau der Bahn.
Das Corps erarbeitete 1841 neben der Hauptstrecke eine Zweigbahn nach Schleswig und Rendsburg. Am 8. September 1852 erteilte der dänische König Friedrich VII. die Konzession für beide Strecken. Die englische Firma Peto, Brassey and Betts unter Samuel Morton Peto erbaute die Strecken zwischen 1852 und 1854. Die Eröffnung der Strecke erfolgte am 25. Oktober 1854 durch die Südschleswigsche Eisenbahn-Gesellschaft, die die Betriebsführung innehatte.
Am 20. März 1865 fiel die Konzession an das Königreich Preußen als Eigentümer, die Betriebsführung wurde von der Schleswigschen Eisenbahn-Gesellschaft übernommen.
Die Entwürfe für die Hochbauten stammten von dem Architekten Michael Gottlieb Bindesbøll.
Der Streckenabschnitt Oster-Ohrstedt–Klosterkrug wurde nach dem Anschluss an die Strecke Husum–Flensburg aus südlicher Richtung in Jübek (heute Bahnstrecke Jübek–Husum) am 29. Dezember 1869 stillgelegt.
Der Abschnitt von Schleswig-Friedrichsberg bis nach Rendsburg mit den Bahnhöfen Owschlag, Duvenstedt und Rendsburg wurde als Teilabschnitt in die Bahnstrecke Neumünster–Flensburg integriert.